# Frank Barson
Frank Barson (10 avril 1891 à Grimesthorpe – 13 septembre 1968) est un joueur de football anglais. 

## Biographie
Il entre dans la vie active comme forgeron et commence sa carrière de footballeur dans des clubs amateurs de Sheffield avant de devenir professionnel à Barnsley en 1911. Il a ensuite joué pour différents club anglais dont Manchester United et Aston Villa, avec qui il a remporté la coupe d'Angleterre en 1920.
Barson était l'un des joueurs les plus craints de son époque et avait une réputation de joueur rugueux. Il devait parfois être escorté hors du terrain par des policiers pour le protéger des supporters adverses en colère.

## Source
- (en) Cet article est partiellement ou en totalité issu de l’article de Wikipédia en anglais intitulé « Frank Barson » (voir la liste des auteurs).